# Tomas Harila Carlgren
Tomas Helge Samuel Kasimir Harila Carlgren, född Harila 28 november 1961 i Nedertorneå, är en svensk formgivare. 

## Biografi
Tomas Harila Carlgren studerade vid Nordiska konstskolan  i Karleby 1985-1986, konst  och formgivning  på Konstfack i Stockholm 1986-1992 och har även studerat textilformgivning vid Konstindustriella högskolan (numera Aalto-universitetet) i Helsingfors 1991.
Därefter började Harila Carlgren som formgivare åt bland andra Ikea och Borås Wäfveri . Ikeaföremål av Harila Carlgren är med i romanen Fight club.  Han har gjort flera kollektioner för dem och även för Element design   Under några år arbetade Harila Carlgren med koncept och sortiment för Postens butik, en pappers- och presenthandel i Postens 970 postkontor som startade 1994 samt år 1999 koncept- och sortiment för designbutiken dröm i Växjö, Borgholm och Kalmar.
1994 blev Harila Carlgren konstnärlig ledare för Orrefors glasbruk. Där var han verksam ett par år.
Harila Carlgren har under 1990- och 2000-talen arbetat med produktformgivning, inredning och trädgårdsformgivning samt privata och offentliga konstnärliga utsmyckningar som för Centerpartiets riksorganisation.
Sedan början av 2000-talet har Harila Carlgren på Reijmyre glasbruk formgivit en rad produkter, till exempel cocktailglaset i serien Arise som användes till förrätten vid kronprinsessparets bröllop 2010 , år 2006 Maudglaset på uppdrag av Maud Olofsson och glas för Näringsdepartementet som uttryckligen ville ha svensktillverkat glas.
Efter ett längre uppehåll har han återupptagit måleriet och utfört flera porträttuppdrag, ikoner samt unika textilier som paradisdräkt och kisttäcke.
Tomas Harila Carlgren har undervisat i formgivning, konst och designhistoria vid Beckmans designhögskola, Glasgow School of Art och Konstfack i Sverige, Finland och Skottland. Han är doktorand vid Lapplands universitet i Rovaniemi och skriver på en avhandling om företaget Marimekko.

## Utställningar och utmärkelser
Harila Carlgren har med konst och formgivning deltagit i en mängd samlingsutställningar och haft flertal separatutställningar med formgivning som på Nordiska kristallmagasinet i Stockholm och konstutställningar som 2003 Lapplands guld/Lapin kulta på Aines konstmuseum i Torneå 
Han har belönats med Utmärkt svensk form flera gånger  Då gällde det påslakan, tyger och pappersprodukter.

## Familj
År 2000 ingick han partnerskap och 2009 äktenskap med politikern Andreas Carlgren.